# レックレス (ブライアン・アダムスのアルバム)
『レックレス』(英語: Reckless)はカナダのシンガーソングライターブライアン・アダムスの４枚目のスタジオアルバムである。1984年の11月5日A&Mレコードからリリースされ、アダムスとボブ・クリアマウンテンの共同制作で、間違いなくアダムスの最も成功したソロアルバムである。このアルバムは世界中で大ヒットとなり、アメリカ合衆国では500万枚以上売り上げ、世界では1200万枚売り上げた。国内で100万枚以上の売り上げを達成したのはカナダのアルバムとして初めてのことであった。Billboard 200で1位となり、世界チャートでも高いランクに到達した。
「ラン・トゥ・ユー」、「サムバディ」、「ヘヴン」、「想い出のサマー」、「ワン・ナイト・ラヴ・アフェァー」、「イッツ・オンリー・ラヴ」6枚のシングルがこのアルバムからリリースされた。6枚のシングルすべてがUSビルボードHot100でトップ15になったが、これはそれまではマイケル・ジャクソンの『スリラー』とブルース・スプリングスティーンの『ボーン・イン・ザ・U.S.A.』だけしか達成できていなかった。『ケラング！』誌の1989年グレイテスト・ヘビィメタル・アルバム・オブ・オールタイム100で49位にランクインしている。ボブ・マージローの著作『ザ・トップ100・カナディアン・アルバム』によってカナダのアルバム史上12番目に位置づけられている。

## 音楽

### レコーディングと制作
1984年3月、レックレスのレコーディングは『カッツ・ライク・ア・ナイフ』の大規模なツアーの後に始まったが、レコーディングの過程に不満を抱くようになりアダムスは1か月休みをとることに決めた。8月にアダムスは「イッツ・オンリー・ラヴ」のためにティナ・ターナーと一緒にスタジオに戻り、また更に新曲と「ラン・トゥ・ユー」や「想い出のサマー」と「ヘヴン」などの制作につながる曲の再レコーディングを始めた。
「ラン・トゥ・ユー」はアジアでのツアーの後にレコーディングされた。「ラン・トゥ・ユー」のレコーディングは1984年の3月27日に始まり、ヴァンクーヴァーのリトル・マウンテン・サウンド・スタジオでの収録は夏中かかった。ニューヨークのボブ・クリアマウンテンによりミックスされ、9月21日に完成した。アダムスとジム・ヴァランスによる共作である「ヘヴン」のレコーディングは、6月6日にスタートし、たったの2日間だけで6月7日には完成した。「ヘヴン」は『ナイト・イン・ヘヴン』という映画のために書き下ろされており、ボブ・クリアマウンテンにより1984年の6月16日にミックスされた。「想い出のサマー」は1984年の1月25日にジム・ヴァランスと一緒に作られた。リトル・マウンテン・サウンド・スタジオでは冬に3回を超えるレコーディングがされた。1984年11月22日日ボブ・クリアマウンテンによってミックスされた。

### 楽曲
「ラン・トゥ・ユー」は『レックレス』のデビューシングルとして1984年10月18日カナダとアメリカでリリースされ、ポップスとロックチャートで最も成功した曲の一つとなった。アダムズの楽曲の中では間違いなく最も有名で人気のある曲になった。アダムスの楽曲の中では初めてビルボードのトップロックチャートでナンバーワンとなり4週間1位のままでBillboard Hot 100では6位までにも到達した。カナダのシングルチャートではトップ20になり7週間もそのままで、ピーク時は「ラン・トゥ・ユー」が4位にもなり、アダムズはそれまでのキャリアでカナダで最も高い順位になり、それは彼にとってカナダで3回目のトップ20のシングルでもあった。「ラン・トゥ・ユー」は1984年の11月ヨーロッパでもリリースされピーク時にはアイルランドで8位になり全英シングルチャートでは11位になった。ヨーロッパでチャートインしたアダムスにとって2枚目のシングルだ。
「サムバディ」は1985年の1月にリリースされ、アメリカのロックチャートでレックレスの中で最も成功した楽曲だった。この曲はビルボードロックチャートでアダムスにとって2回目のナンバーワンヒットした曲だ。Billboard Hot 100では11位になった。カナダのシングルチャートではトップ20を6週間取った。「サムバディ」はアダムスがカナダのチャートでトップ20になった4回目の楽曲だった。「サムバディ」は翌月ヨーロッパでも発売されピーク時にはアイルランドでトップ20になり、全英シングルチャートトップ40では35位になった。ヨーロッパでチャートインした3枚目のシングルだった。
「ヘヴン」はレックレスからの3枚目のシングルだった。Billboard Hot 100では1985年6月に2週にわたりトップとなった。この曲は以前『ナイト・イン・ヘヴン』のサウンドトラックとして1984年2月にビルボードトップトラックで9位になっていた 。The Best of Meを除いて全てのアルバムのコンピレーションアルバムに登場している。カナダで1985年ゴールドディスクとなった。

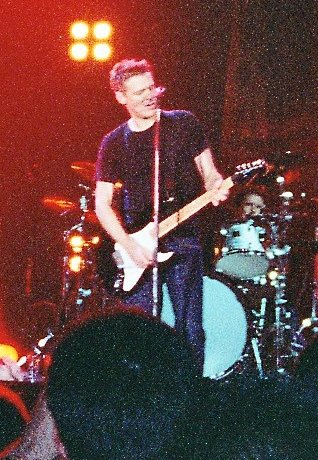
「想い出のサマー」をアイルランドのダブリンで演奏しているアダムス

「想い出のサマー」はオーストラリア、ヨーロッパ、ニュージーランド で1985年リリースされた。「想い出のサマー」がトップ40の間にヘブンは全英チャートでトップ40になった。だが「想い出のサマー」がノルウェーでトップ10になってからオーストラリア、アイルランド、スウェーデンでトップ10になっていた。トップ100でほどほどに成功していたドイツでは62位まで上がった。
共同執筆者のジム・ヴァランスは、常にこの歌のタイトルは年を指しているという解釈をとっている。ヴァランスはジャクソン・ブラウンの「孤独なランナー」を影響元としてあげており、この曲は1965年から1969年のことに言及しているほか、ヴァランスの記憶ではアダムスも『おもいでの夏』を影響元としてあげていた。
1985年9月に5枚目のシングルとして 「ワン・ナイト・ラヴ・アフェアー」がリリースされビルボードトップ100で13位、トップロックチャートで7位まで上がった。カナダでは、「ワン・ナイト・ラヴ・アフェアー」は1985年2月公式にラジオにリリースされた。カナダのシングルチャートではトップ20になり、もう1か月トップ20を維持していた。「ワン・ナイト・ラヴ・アフェアー」は『レックレス』からシングルになったものの中では一番低い順位だった 。

## リリースと評価
| 専門評論家によるレビュー      | 専門評論家によるレビュー |
| レビュー・スコア              | レビュー・スコア         |
| 出典                          | 評価                     |
| ----------------------------- | ------------------------ |
| AllMusic                      | [ 16 ]                   |
| The Great Rock Discography    | 7/10                     |
| ローリング・ストーン          | [ 18 ]                   |
| The Rolling Stone Album Guide | [ 19 ]                   |
| Encyclopedia of Popular Music | [ 20 ]                   |
| ヴィレッジ・ヴォイス          | C-                       |

リリースしてすぐに、Billboard 200で6位まで順位を上げたが、1985年の1月ごろにはトップ10から転げ落ちていた。「ヘヴン」と「想い出のサマー」の成功はアルバムへの関心を一新し、再びチャートの順位を駆け上がることとなり、1985年夏にはナンバーワンとなっていた。『レックレス』はまたカナダとニュージーランドで1位に、ノルウェーとオーストラリアでは2位に、一方でイギリスやスイス、スウェーデンではトップ10になっていた。カナダでの『レックレス』のチャートパターンはいささかアメリカと似ていて発売後すぐにトップ10に入った後2月には1位になり、1985年5月と7月の3か月間トップ10から落ちていた。そして1985年8月に再びトップ10に入ると4位まで上昇することはあったが、1986年2月まで順位は変わらなかった。カナダのチャートでも67週目にトップ10から落ちた。

## レックレスツアー
1984年12月アダムスとキース・スコット、デイブ・テイラー パット・スチュワード、ジョニー・ブリッツ達バンドメンバーはシカゴ、デトロイト、ニューヨーク、フィラデルフィアで演奏した。1985年の初め頃、アダムスはジュノー賞を取った後アメリカへ向かった。続いて日本、オーストラリア、ヨーロッパを最後にカナダを廻った。その後アメリカ合衆国西海岸に向かって南に行き、ロサンゼルスのハリウッド・パラディアムで2つの公演を終えた。
アメリカツアーの後にアダムスはエチオピアに飢餓の援助のために向かった。アダムスはヨーロッパの55の町でコンサートをティナ・ターナーと一緒に行い、4月にはロンドンに帰りハマースミス・アポロで3つの完売した公演を行った。アダムスはワールドワイド85のツアーをオクラホマからスタートした。ツアーは10月に終了した。アダムスは次にヴァンクーヴァーを訪れ、ついにはアメリカ東海岸へ戻りニューヨークで2つの完売した公演を行った。

## 収録トラック
| 全作詞・作曲: ブライアン・アダムスとジム・ヴァランス。 |                                         |                                         |                                         |      |
| #                                                      | タイトル                                | 作詞                                    | 作曲・編曲                              | 時間 |
| 1.                                                     | 「One Night Love Affair」               | ブライアン・アダムス とジム・ヴァランス | ブライアン・アダムス とジム・ヴァランス | 4:32 |
| 2.                                                     | 「She's Only Happy When She's Dancin'」 | ブライアン・アダムス とジム・ヴァランス | ブライアン・アダムス とジム・ヴァランス | 3:14 |
| 3.                                                     | 「Run to You」                          | ブライアン・アダムス とジム・ヴァランス | ブライアン・アダムス とジム・ヴァランス | 3:54 |
| 4.                                                     | 「Heaven」                              | ブライアン・アダムス とジム・ヴァランス | ブライアン・アダムス とジム・ヴァランス | 4:03 |
| 5.                                                     | 「Somebody」                            | ブライアン・アダムス とジム・ヴァランス | ブライアン・アダムス とジム・ヴァランス | 4:44 |

| #   | タイトル                                | 作詞 | 作曲・編曲 | 時間 |
| --- | --------------------------------------- | ---- | ---------- | ---- |
| 6.  | 「Summer of '69」                       |      |            | 3:35 |
| 7.  | 「Kids Wanna Rock」                     |      |            | 2:36 |
| 8.  | 「It's Only Love」(w/ ティナ・ターナー) |      |            | 3:15 |
| 9.  | 「Long Gone」                           |      |            | 3:57 |
| 10. | 「Ain't Gonna Cry」                     |      |            | 4:06 |

| #   | タイトル                                       | 作詞 | 作曲・編曲 | 時間 |
| --- | ---------------------------------------------- | ---- | ---------- | ---- |
| 11. | 「Diana」("Heaven"のUK盤B面)                   |      |            | 3:55 |
| 12. | 「Christmas Time」                             |      |            | 4:10 |
| 13. | 「Reggae Christmas」(ft. ピーウィー・ハーマン) |      |            | 2:52 |

### 30周年記念盤
ディスク1
1. "Let Me Down Easy" - 03:40
2. "Teacher, Teacher" - 03:48
3. "The Boys Night Out" - 03:53
4. "Draw The Line" - 03:26
5. "Play To Win" - 03:28
6. "Too Hot To Handle" - 04:02
7. "Reckless" - 04:01

ディスク2 - ハマースミス・オデオン・ライヴ1985
1. "Remember" - 04:32
2. "The Only One" - 04:39
3. "It's Only Love" - 03:50
4. "Kids Were Rock" - 03:16
5. "Long Gone" - 06:21
6. "Cuts Like A Knife" - 05:40
7. "Lonely Nights" - 03:55
8. "Tonight" - 06:13
9. "This Time" - 03:37
10. "The Best Was Yet To Come" - 02:43
11. "Heaven" - 04:04
12. "Run To You" - 04:30
13. "Somody" - 04:20
14. "Straight From The Heart" - 03:17
15. "Summer Of '69" - 04:40

### スペシャルデラックスエディションボックスセット
DVD - Reckless - The Movie
1. "Run To You" (Intro)
2. "This Time" - 3:17
3. "Summer Of ’69" - 3:42
4. "Somebody" - 4:45
5. "Kids Wanna Rock" - 2:47
6. "Heaven" - 4:11
7. "Run To You" - 3:49
8. "One Night Love Affair" - 4:35
9. "It’s Only Love" - 6:55

ブルーレイ
- ブルーレイ盤収録オリジナルアルバム

## スタッフ
- ブライアン・アダムス – リードヴォーカル、ギター、ピアノ、ハーモニカ、手拍子と足踏み
- キース・スコット – リードギター、バッキングヴォーカル
- ジム・ヴァランス – パーカッション
- デイヴ・テイラー  – ベース
- パット・スチュワート – ドラム、バッキングヴォーカル
- トミー・マンデル – キーボード
- ジョディ・パーピック – バッキングヴォーカル、背景音
- ミッキー・カリー – ドラム
- ティナ・ターナー – "イッツ・オンリー・ラヴ"のリードヴォーカル
- スティーヴ・スミス– "Heaven"のドラム

エンジニアリング
- マイク・フレイザー – エンジニアリング、ミキシング
- マイケル・ソヴァージュ – エンジニアリング、ミキシング
- ブルース・ランプコフ - エンジニアリング
- ボブ・ラドウィッグ – マスタリング

## 売り上げ記録
| 国/地域                                             | 認定        | 認定/売上数 |
| --------------------------------------------------- | ----------- | ----------- |
| カナダ                                              | Diamond     | 1,000,000   |
| オーストラリアARIAチャート                          | Platinum    | 70,000      |
| ドイツ                                              | Gold        | 250,000     |
| オランダ                                            | Platinum    | 900,000     |
| 全英アルバムチャート                                | 3× Platinum | 900,000     |
| スウェーデン                                        | Gold        | 50,000      |
| スイス                                              | Platinum    | 15,000      |
| アメリカ合衆国                                      | 5× Platinum | 5,000,000   |
| ニュージーランド                                    | Platinum    | 30,000      |
| * 認定のみに基づく売上数 ^ 認定のみに基づく出荷枚数 |             |             |